# Chelsea College of Art and Design
Il Chelsea College of Arts è un college dell'University of the Arts London con sede a Londra è una delle principali istituzioni britanniche nel campo dell'istruzione delle arti e del disegno. Offre corsi avanzati in belle arti, grafica, disegno d'interni, disegno spaziale e di tessuti fino al conseguimento del PhD.

## Storia

### Politecnico
Il Chelsea College of Arts era in origine una integrazione al South-Western Polytechnic, che venne aperto in Manresa Road, Chelsea, nel 1895, per dare istruzione tecnica e artistica ai londinesi. Vennero create delle classi diurne e serali, per uomini e donne, in economia domestica, matematica, ingegneria, scienze naturali, arte e musica. L'insegnamento dell'arte iniziò con il primo politecnico e comprendeva disegno, tessitura, ricamo e galvanostegia. Il South-Western Polytechnic divenne Chelsea Polytechnic nel 1922 e vide tra i suoi allievi un numero sempre maggiore di studenti dell'University of London.
Agli inizi degli anni 1930, la Scuola d'Arte iniziò ad allargarsi, inserendo corsi di formazione all'artigianato e di design commerciale dal 1931. H.S. Williamson, il direttore della scuola nel periodo 1930-1958, introdusse l'insegnamento della scultura poco dopo la fine della seconda guerra mondiale. 
La scuola di scienze venne distaccata e divenne il Chelsea College of Science and Technology nel 1957, venendo poi inserita nel costituendo College dell'University of London nel 1966. Il Chelsea College of Science and Technology ottenne il Royal Charter nel 1971 e si fuse con il King's College London e il Queen Elizabeth College nel 1985.

### Chelsea School of Art
La scuola d'arte si fuse con l'Hammersmith School of Art, fondata da Francis Hawke, per formare la Chelsea School of Art nel 1908. La scuola di nuova formazione venne rilevata dal London County Council e sistemata in un nuovo edificio costruito a Lime Grove, che aprì con un curriculum esteso. Una scuola professionale per ragazze venne creata nello stesso luogo nel 1914. La scuola venne ubicata in Great Titchfield Street e venne ospitata nel politecnico Quintin Hogg in Regent Street (un precursore dell'Università di Westminster). Il campus a Manresa Road ha introdusse la pittura e la grafica nel 1963, con entrambe le discipline che ottennero particolare successo. Durante questo periodo, l'istituto ebbe la più alta iscrizione di studenti d'arte in una scuola del suo genere in tutto il paese, producendo molti artisti importanti come Ossip Zadkine,  Mark Gertler e  Paul Nash.
Lawrence Gowing, pittore e storico dell'arte fu il primo direttore della Chelsea School of Art. Si occupò dell'integrazione della storia e della teoria con la pratica, impiegando artisti, piuttosto che storici dell'arte, nell'insegnmento della storia dell'arte e teoria. Questo approccio rimane intrinseco alla filosofia di insegnamento del Chelsea oggi. Sotto Gowing venne introdotto un programma opzionale che comprendeva laboratori di musica sperimentale, poesia, psicoanalisi,  filosofia e antropologia. Un corso di disegno di base, introdotto da Victor Pasmore e  Richard Hamilton, è stato sviluppato anche durante lo stesso periodo, diventando la base degli attuali corsi di laurea in arte e design.
Il professor William Callaway, direttore della scuola dal 1989 to 1992, Colin Cina preside della School of Art, e Bridget Jackson, preside di design, riformarono la scuola assicurando lo sviluppo di interi programmi accademici, introducendo corsi multilivello quali HND e master. Inizialmente, questi erano convalidati dal UK Council for National Academic Awards prima che il London Institute ottenesse i poteri per conferirli. Bridget Jackson venne nominato capo del College nel 1993, ritirandosi nel 1997 per essere sostituito dal professor Colin Cina che diresse il College fino al suo pensionamento nel 2003.

### London Institute
La Chelsea School of Art divenne quindi un College del London Institute nel 1986, costituito dalla Inner London Education Authority per unire l'insegnamento di arte, design, moda d media in un'unica struttura. La scuola venne rinominata Chelsea College of Art and Design nel 1989. Il London Institute ottenne lo status di Università e venne rinominato University of the Arts London nel 2004. Nel 2013, il College fu rinominato Chelsea College of Arts.
Nel 2002–2003, il professor Roger Wilson venne nominato direttore del College e vi rimase fino al pensionamento nel 2006. Egli si occupò della ricollocazione del Royal Army Medical College, restaurato dall'architetto Allies and Morrison nel 2005. Con questo spostamento, il Chelsea College of Arts si trova oggi presso la Tate Britain a Millbank, tornando in un campus tutto suo.